# Krádež půl miliardy korun
Krádež půl miliardy korun, největší svého druhu v českých dějinách, podle toho také mediální označení Krádež století, šetří Policie České republiky od prosince 2007. Došlo k ní 1. prosince 2007 v Praze v bezpečnostní agentuře G4S Cash Services (CZ). Krádež provedl jeden ze zaměstnanců agentury.
Z trezoru v kanceláři agentury se ztratilo celkem 540 891 700 korun. V 8:55 přijel do objektu G4S v ulici Českobratrská 2778/1 v Praze 3 bílý Volkswagen Transporter s dodatečně nalepeným logem firmy, který řídil Procházkův známý Milan Čermák. O čtyři minuty později – v 8:59 – transporter z areálu společnosti odjel. Bílý transporter použitý při krádeži byl objeven prázdný v Kandertově ulici v pražské Libni.
Společnost G4S vypsala za podání informace vedoucí k dopadení pachatele a nalezení peněz odměnu dva miliony eur.

## Pachatel
Policie od počátku podezřívala zaměstnance pobočky Františka Procházku (* 24. září 1974), předpokládala ale, že měl nejméně jednoho komplice a vyhlásila po něm celostátní pátrání. 6. prosince zahájilo státní zastupitelství jeho trestní stíhání v režimu uprchlého. Za krádež by mu hrozil maximální trest odnětí svobody na 10 let.
Komplicem byl Milan Čermák, kterého policie zadržela v březnu 2008. Městský soud v Praze oba (zmizelého Františka Procházku v nepřítomnosti) odsoudil na 9 let vězení, obhájce Čermáka se ale odvolal. Čermák si z devítiletého trestu odseděl necelých 6 let a v roce 2016 byl podmíněně propuštěn na svobodu.
František Procházka byl v roce 2012 málem zadržen FAST týmem (CZ). V době zajišťování uprchlých Čechů v Dominikánské republice (František Procházka nebyl jediným uprchlíkem v již zmíněné zemi) "řádil" Hurikán Sandy a části zatčeným pomohl v útěku, mezi nimiž byl údajně i Procházka.

## Výše částky
Jedná se o největší sumu peněz, která byla kdy na území Česka ukradena v hotovosti.[zdroj?] Do té doby byla největší loupež 153 milionů korun při ozbrojeném přepadení vozu agentury Group 4 Securitas v září 2002. Společnost G4S Cash Services (CZ) je dceřinou společností mezinárodní Group 4 Securitas.

## V kultuře
Případ byl inspirací epizody Krádež století českého televizního seriálu Případy 1. oddělení (2016).
Případ byl také zmíněn v epizodě Zastavárník v českém seriálu Kriminálka Anděl. Však zde byl případ upraven, tato verze měla 5 pachatelů - vrátného, operátora kamer, klíčníka a dva bezpečnostní pracovníky.